# Nicola Laurenti
Nicola Laurenti (Ferrara, 1873 – Vimercate, 1943) è stato un pittore italiano, omonimo ma non parente del più celebre pittore ferrarese Cesare Laurenti.

## Biografia
Dopo aver studiato alla civica scuola d'arte Dosso Dossi di Ferrara, partecipò nel 1891 ad un sodalizio di giovani artisti (tra cui Oreste Forlani e Edmondo Fontana) con i quali espose in una collettiva a Palazzo Bentivoglio. Per perfezionarsi nella tecnica litografica, si trasferì a Milano dove lavorò alla casa editrice Fratelli Treves. Nel 1900 partecipò alla IV esposizione triennale di Milano.
Tornato a Ferrara, si dedicò alle arti applicate, eseguendo decorazioni per oggetti realizzati dalla Società Ceramica Ferrarese, illustrazioni per libri, cartoline e manifesti. Nel 1902 tenne una mostra personale presso la Sala gialla del Castello Estense. In seguito, Laurenti aprì una scuola privata di pittura ed ebbe tra i suoi allievi Roberto Melli, Achille Funi, Adriana Bisi Fabbri e Giorgio De Vincenzi.
Tornato stabilmente a Milano, si dedicò alla pittura di paesaggio e all'incisione a puntasecca e frequentò gli ambienti progressisti della città, aderendo al socialismo e impegnandosi come attivista politico. 
Nel 1919 tornò ad esporre a Ferrara, tenendo una personale a Palazzo dei Diamanti assieme all'allievo Leopoldo Leonardi; in quell'occasione, il giovane Filippo de Pisis, qui in veste di critico, lo definì un artista discontinuo, «incapace di raggiungere una reale profondità lirica»..
Un paio di suoi paesaggi, ripresi nella campagna lombarda, si trovano nella raccolta d'arte del Comune di Copparo. Altri suoi dipinti sono conservati nella collezione d'arte del Comune di Ferrara.